# Tropical Pizza
Tropical Pizza è stato un programma radiofonico in onda su Radio Deejay condotto da Nikki.
Il programma è trasmesso dal 1999, con diverse collocazioni orarie. Per via della programmazione insolita, che mischia rock alternativo ed esecuzioni live, ha un folto seguito di ascoltatori che hanno costituito anche alcune community composta dai cosiddetti tropicalisti. Dal 2010 viene trasmesso dalle 15.30 alle 17.00, dal 2013 dalle 16 alle 18, per poi tornare al precedente orario dal settembre 2016. Da marzo 2019 con la conclusione di Albertino Everyday il programma va in onda dalle 15 alle 17.
La programmazione è dedicata soprattutto alle sonorità Rock e Alternative, ma passa anche per Funk e Hip Hop, fino ad arrivare alla Discomusic anni ottanta; nel corso della trasmissione è riservato uno spazio, non fisso, per le esibizioni dal vivo con sola voce e chitarra di artisti, gruppi musicali importanti soprattutto internazionali, accompagnati spesso dello stesso Nikki, che vanta un passato da musicista.
La regia della trasmissione è affidata a DJ Aladyn e Annalisa de Stasio, mentre Fosca Donati segue la redazione.
Il titolo del programma prende ispirazione da uno dei viaggi del conduttore Nikki in Australia dove vide un locale che si chiamava proprio "Tropical Pizza" e da qui appunto l'idea per il nome del programma.
Dal 2007 nel programma vengono affrontati temi che talvolta sfociano nel paranormale la rubrica "paratropical". Il DJ Aladyn ha il compito di scovare le storie più misteriose e intriganti.
Nel 2008 entra in gioco un'altra rubrica del DJ Aladyn: il "blocco sequenziale", ovvero una sequenza da lui mixata che passa tra i vari generi musicali normalmente ascoltati nel programma.
Dal 2010 Nikki e Aladyn sono anche conduttori su Deejay TV di Shuffolato, un programma che tratta di varie tematiche viaggiando per le principali capitali europee e non solo.
Durante l'anno Nikki, DJ Aladyn e si esibiscono nei locali del Nord d'Italia con i loro live set, seguiti dal pubblico "tropicalista".
Nella stagione 2020-2021 il programma viene sostituito da Deejay Summer Camp (già andato in onda nell'estate del 2020) in cui a Nikki, DJ Aladyn e Fosca Donati si aggiungono Federico Russo e Francesco Quarna.